# Quarto (Einheit)
Der Quarto war ein Volumen- und Gewichtsmaß. Das Maß fand in Spanien und Italien Anwendung als ein Getreide- und Ölmaß. Er war auch das Gold- und Silbergewicht in diesen Ländern, aber nur in einigen Regionen. Verschiedene Begriffe für das Maß als Zweitname waren in anderen Regionen eigenständige Maße. Hierzu gehören Quart, Quarter, Viertel oder Vierling. Der Quarticello ist der vierte Teil des Quarto und ist das Viertelmäßchen.
Erwähnenswert ist auch der Quarto als Währungsgrundlage in Spanien, Südamerika und Ostindien.

## Getreidemaß
- Genua 1 Quarto = 12 Cambetto = 735 ½ Pariser Kubikzoll = 14 11/20 Liter
  - 8 Quarti (Viertel) = 1 Mina
- Kirchenstaat hier heißt das Maß die Quarta und war etwa 66,75 Liter groß
  - 4 Quarte = 1 Bubblo
- Insel Sizilien 1 Quarto = 271 ¼ Pariser Kubikzoll = 5 ⅜ Liter
  - 4 Quarti = 1 Tomolo (für Hülsenfrüchte)
  - 64 Quarti = 1 Salma grossa
- Großherzogtum Toskana 1 Quarto = 4 Metadelli/Mezzette = 8 Quartucci = 307 Pariser Kubikzoll = 6 1/12 Liter
  - 2 Quarti = 1 Mina
  - 4 Quarti = 1 Stajo
  - 12 Quarti = 1 Sacco

## Gold- und Silbergewicht
- Spanien
  - 1 Mark = 32 Quarti
  - 4 Quartos = 1 Onca
  - 1 Quarto = 4 Adarmes = 144 Granos
  - Barcelona 1 Quarto = 8,5 Gramm
  - Valencia 1 Quarto = 7 1/5 Gramm
- Italien
  - 1 Marca = 32 Quarti
  - 4 Quart = 1 Oncia
  - Venedig 1 Quarto = 6 Denari = 36 Carati = 144 Grani = 7 9/20 Gramm

## Ölmaß
Siehe Hauptartikel: Quarto als Ölmaß